# Altes Zeughaus (Rapperswil)

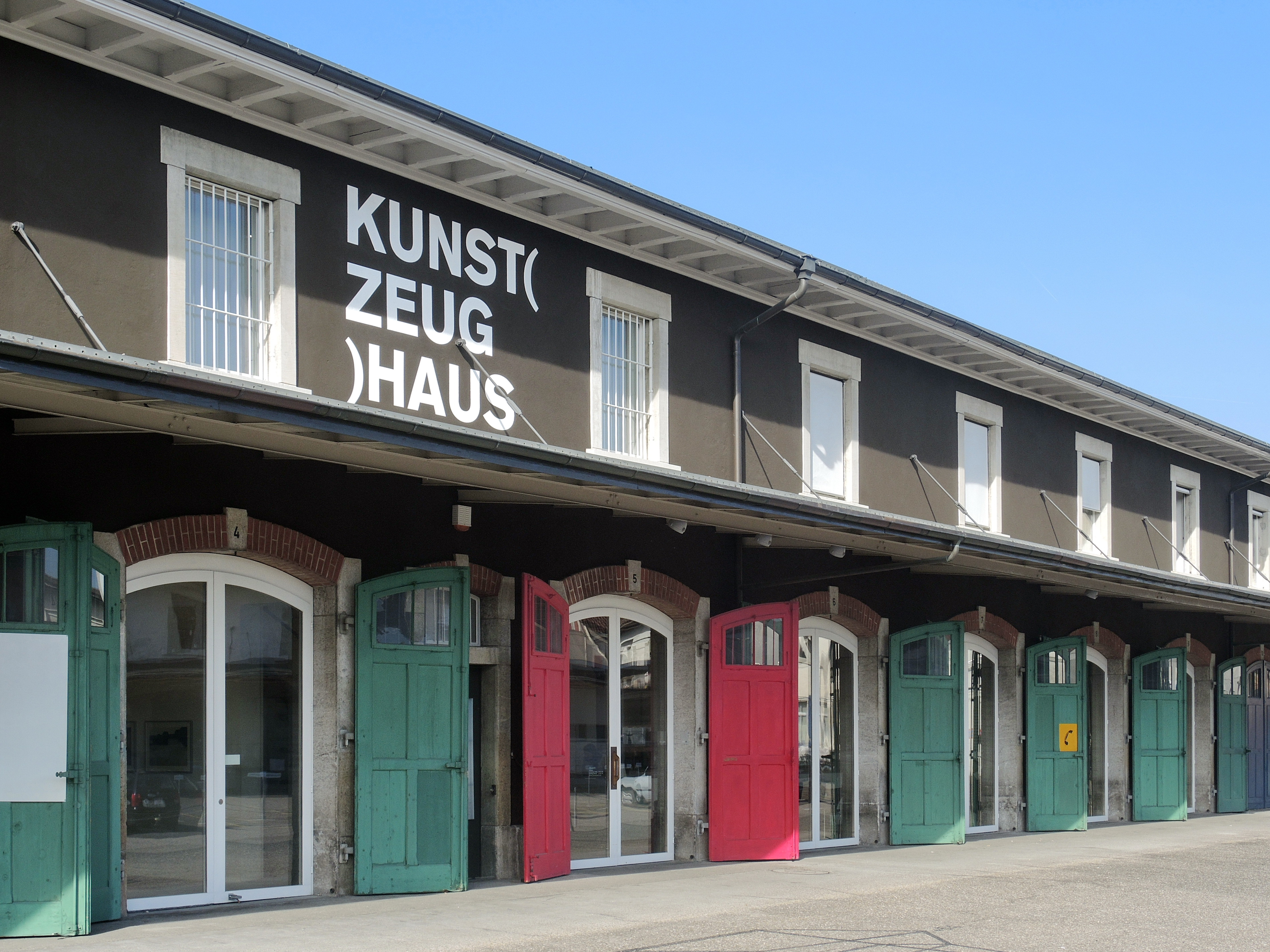
Hauptgebäude

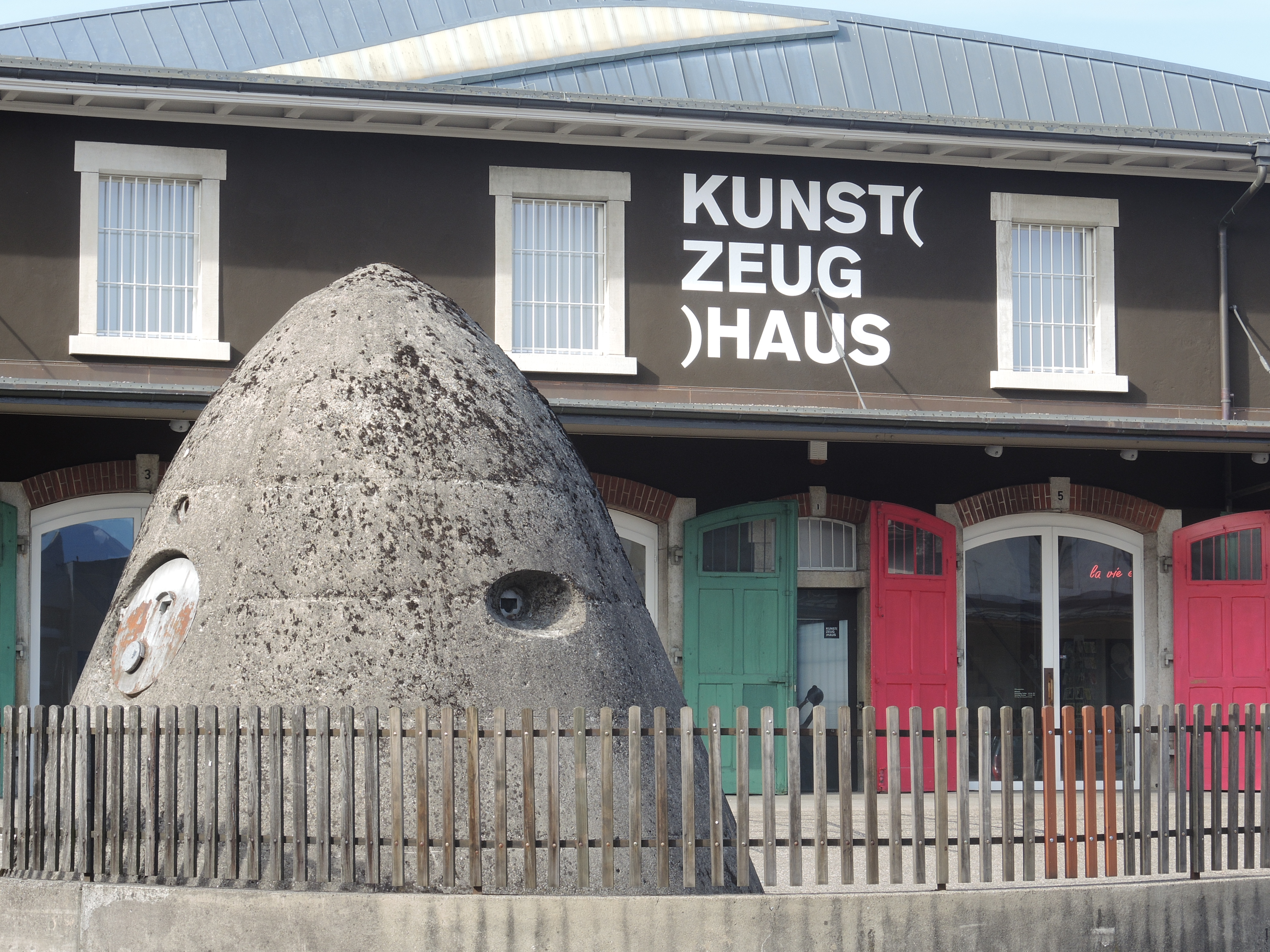
Bunkeranlage beim Eingang

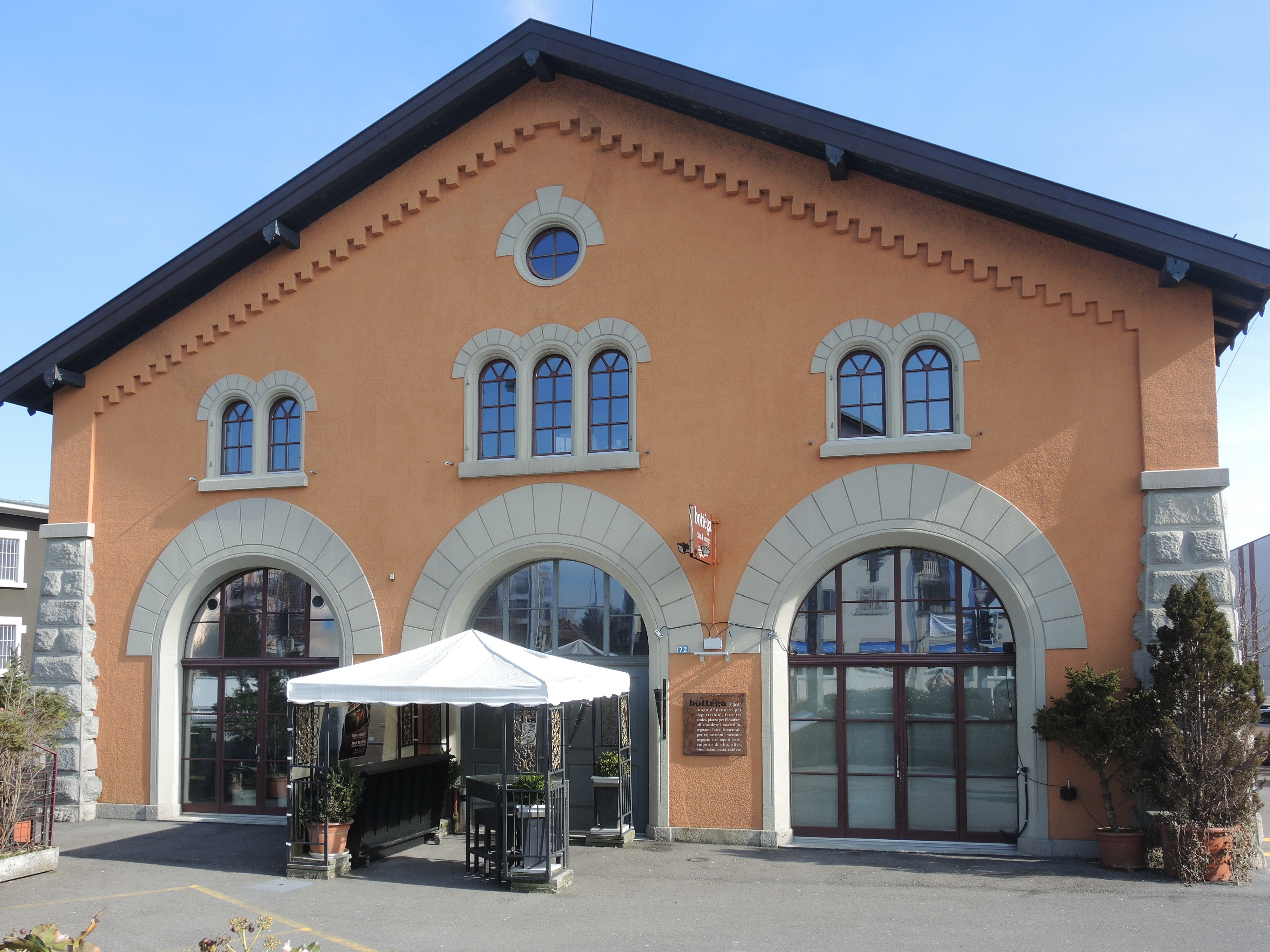
Nebengebäude

Luftbild des Rapperswiler Zeughauses (Datum der Aufnahme: 26. Juli 1933)

Das Alte Zeughaus in Rapperswil, einem Ortsteil der Schweizer Gemeinde Rapperswil-Jona im Kanton St. Gallen, wurde 1862 als Zeughaus erbaut.

## Lage
Der Gebäudekomplex Altes Zeughaus liegt ausserhalb der Altstadt von Rapperswil an der Neuen Jonastrasse 72 in Richtung Jona und an der seewärts führenden Schönbodenstrasse.

## Baugeschichte
Im Gegensatz zu anderen ummauerten mittelalterlichen Städten in der Schweiz, verfügte die Stadt Rapperswil nie über ein zentrales Zeughaus. Bis zur Auflösung des Ancien Régime im Jahr 1798 waren zwei Zeugmeister für das Arsenal an Rüstung, Waffen, Munition und Werkzeugen verantwortlich, eingelagert in der Waffenkammer des Schlosses und im Erdgeschoss des Rathauses. Mit der Bundesverfassung von 1848 ging die oberste Aufsicht über das Wehrwesen an das Eidgenössische Militärdepartement über. Das Militärdepartement wählte Rapperswil als einen der dezentralisierten Standorte für ein eidgenössisches Zeughaus mit Munitionsmagazin aus.

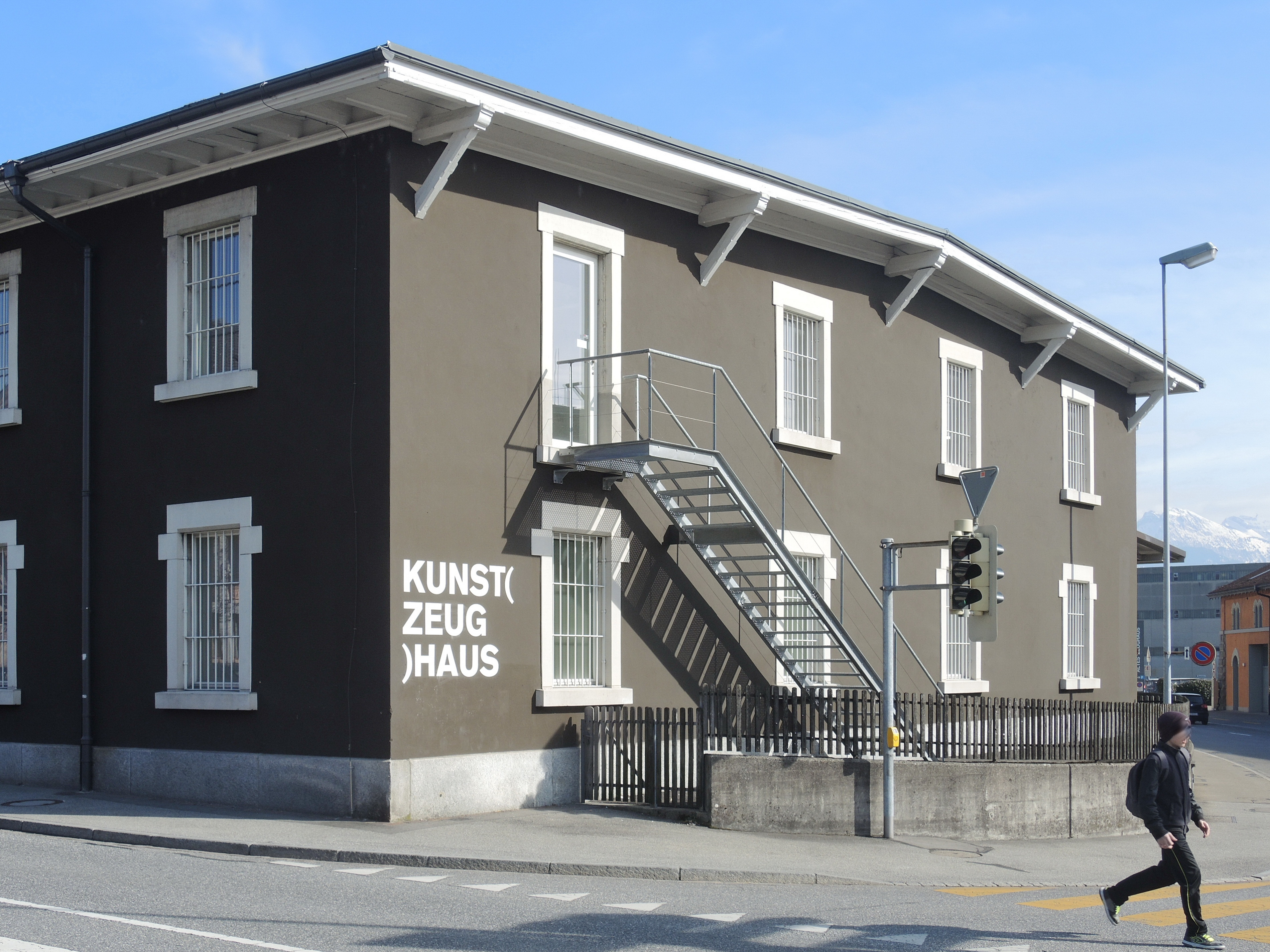
Ansicht von der Neuen Jonastrasse
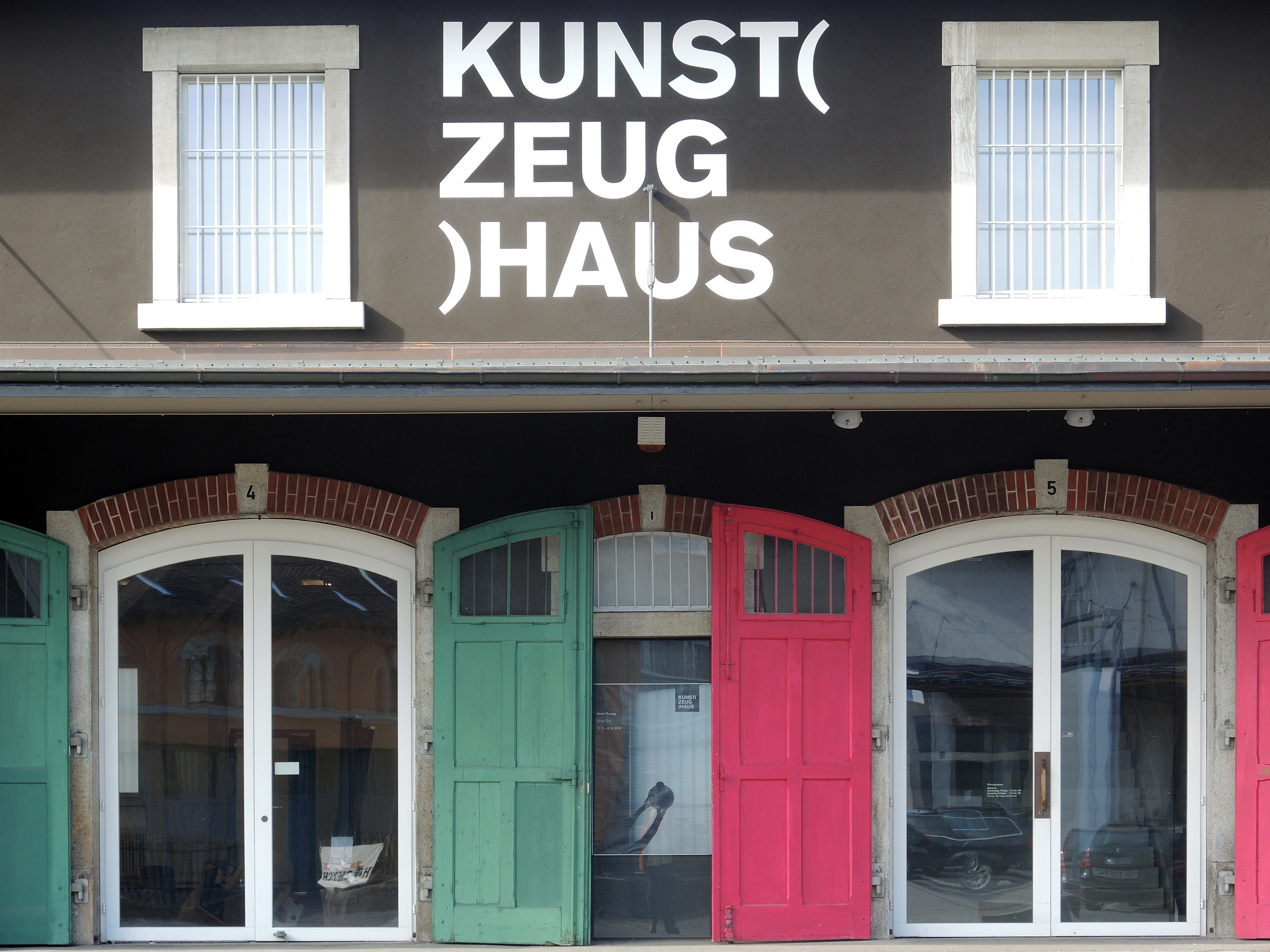
Hauptgebäude, ehemalige Eingangstüren
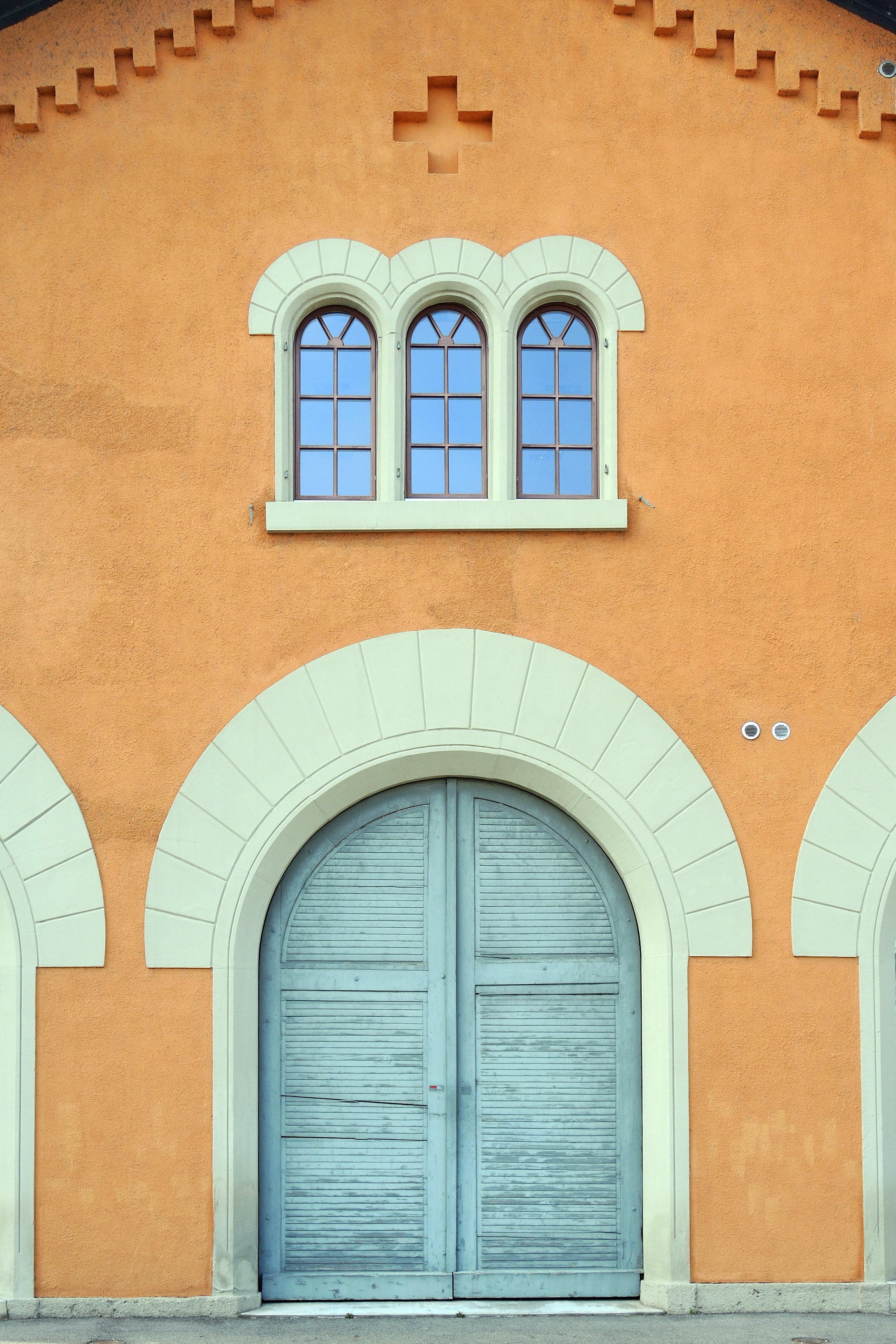
Nebengebäude

Erbaut wurde der Gebäudekomplex zwischen 1861 und 1862 von Baumeister Friedrich Straub, nach einem Entwurf des Ingenieurs und Stabsmajors Hans Kindlimann, in florentinischem Neorenaissance-Stil, mit Erweiterungen im Jahr 1905. Nach Auflösung des Zeughaus-Standortes Rapperswil wurde die Liegenschaft 1998 umgebaut und ab 2001 neu genutzt. Ein Schindlerbunker am Eingang zum Gelände erinnert an die einstige militärische Nutzung.

## Kunst(Zeug)Haus
Im Mai 2008 wurde das Kunst(Zeug)Haus im Hauptgebäude eröffnet. Die Sammlung Peter und Elisabeth Bosshard bildet den Mittelpunkt von rund fünftausend Exponaten der Schweizer Gegenwartskunst, mit öffentlichen Führungen und Workshops für Schulklassen sowie Wechselausstellungen. Das Seitengebäude wird als Büroräumlichkeiten und von einem Restaurant genutzt.